# Jordanoleiopus femoralis
Jordanoleiopus femoralis là một loài bọ cánh cứng trong họ Cerambycidae.